# 盖多叙
盖多叙（法語：Gué-d'Hossus，法語發音：[ɡe dɔsy]）是法国大东部大区阿登省的一个市镇，位于该省北部，和比利时接壤，属于沙勒维尔-梅济耶尔区。

## 地理
盖多叙（49°57'24"N, 4°32'1"E）面积5.23 平方千米，位于法国大東部大區阿登省，该省份为法国北部内陆省份，西接埃纳省，南至马恩省，东临默兹省，北与比利时接壤。
与盖多叙接壤的市镇（或旧市镇、城区）包括：罗克鲁瓦、塔耶特。
盖多叙的时区为UTC+01:00、UTC+02:00（夏令时）。

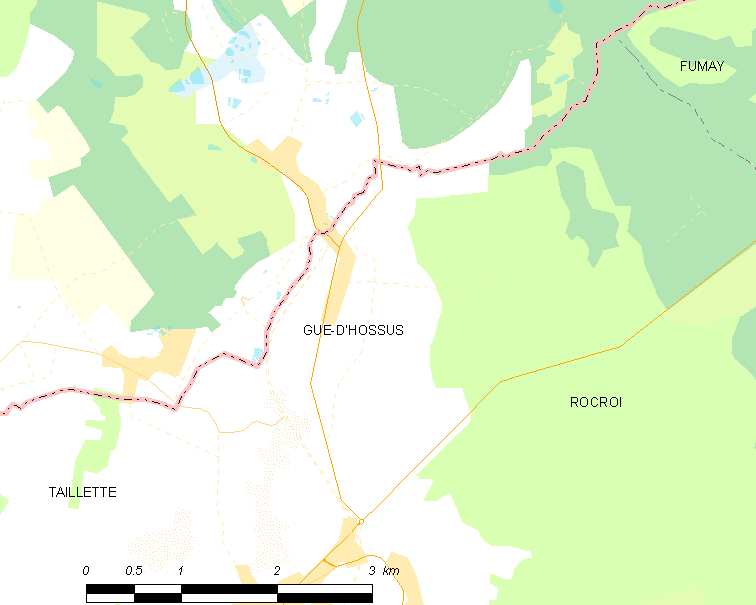
盖多叙的OSM定位图

## 行政
盖多叙的邮政编码为08230，INSEE市镇编码为08202。

## 政治
盖多叙所属的省级选区为罗克鲁瓦县。

## 人口

1962-2008年间盖多叙人口变化图示

盖多叙于2022年1月1日时的人口数量为504人。